# Fuerte Apache

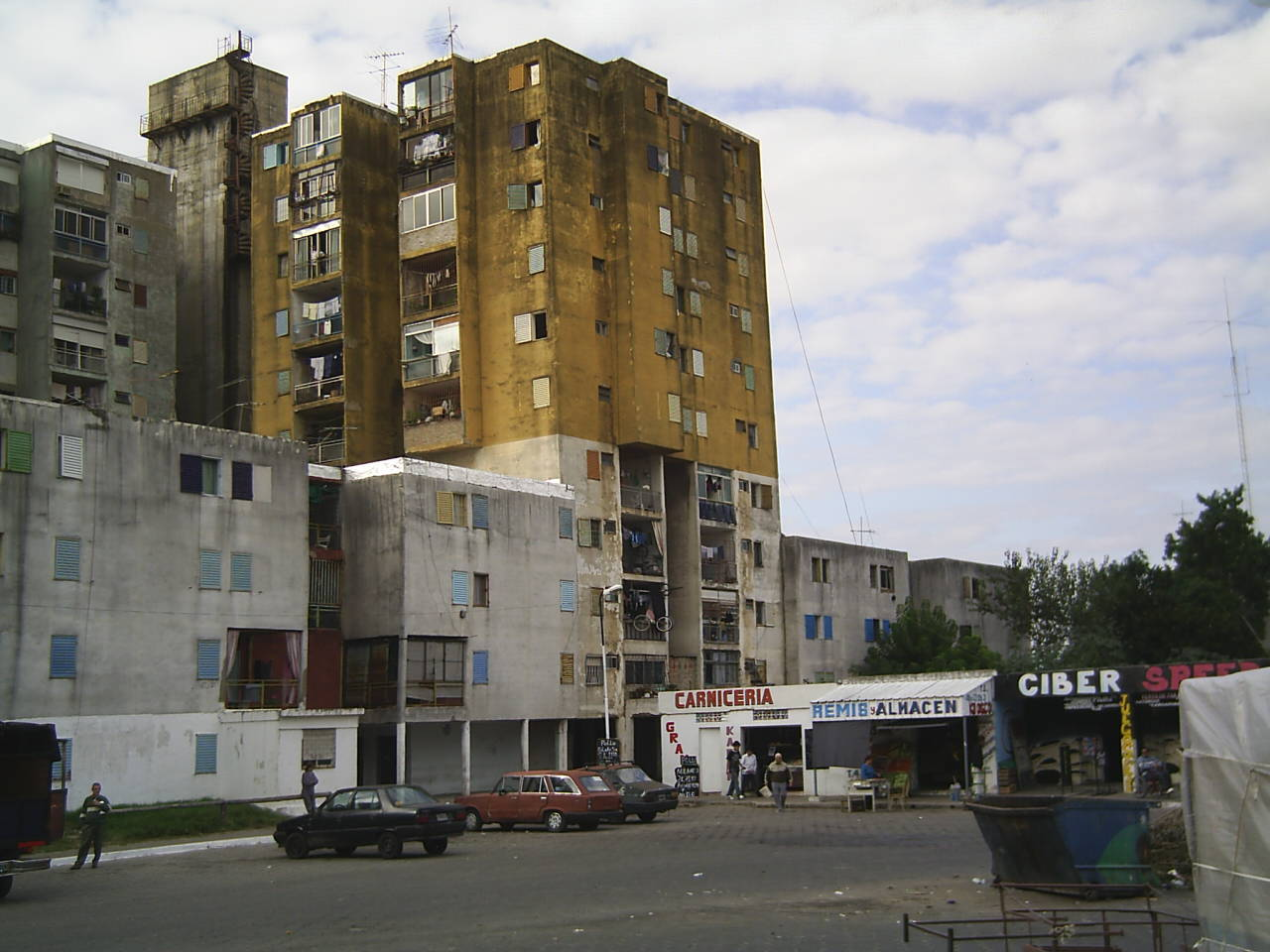
Photo de 2006 de logements sociaux dans le quartier Fuerte Apache, un quartier pauvre de la ville de Ciudadela dans la province de Buenos Aires, située à proximité de la ville de Buenos Aires, en Argentine.

Ejército de los Andes, mieux connu sous le nom de Fuerte Apache (« Fort Apache »), est un quartier pauvre de la ville de Ciudadela dans la province de Buenos Aires, située à proximité de la ville de Buenos Aires, en Argentine.
En raison de son taux de criminalité très élevé, le quartier aux grands ensembles est considéré comme le quartier le plus dangereux du Grand Buenos Aires et même de toute l'Argentine.

## Personnalités
La star de football Carlos Tévez (né en 1984), surnommée « l'Apache », a grandi dans ce quartier, tout comme Fernando Gago.